# نیو دیل

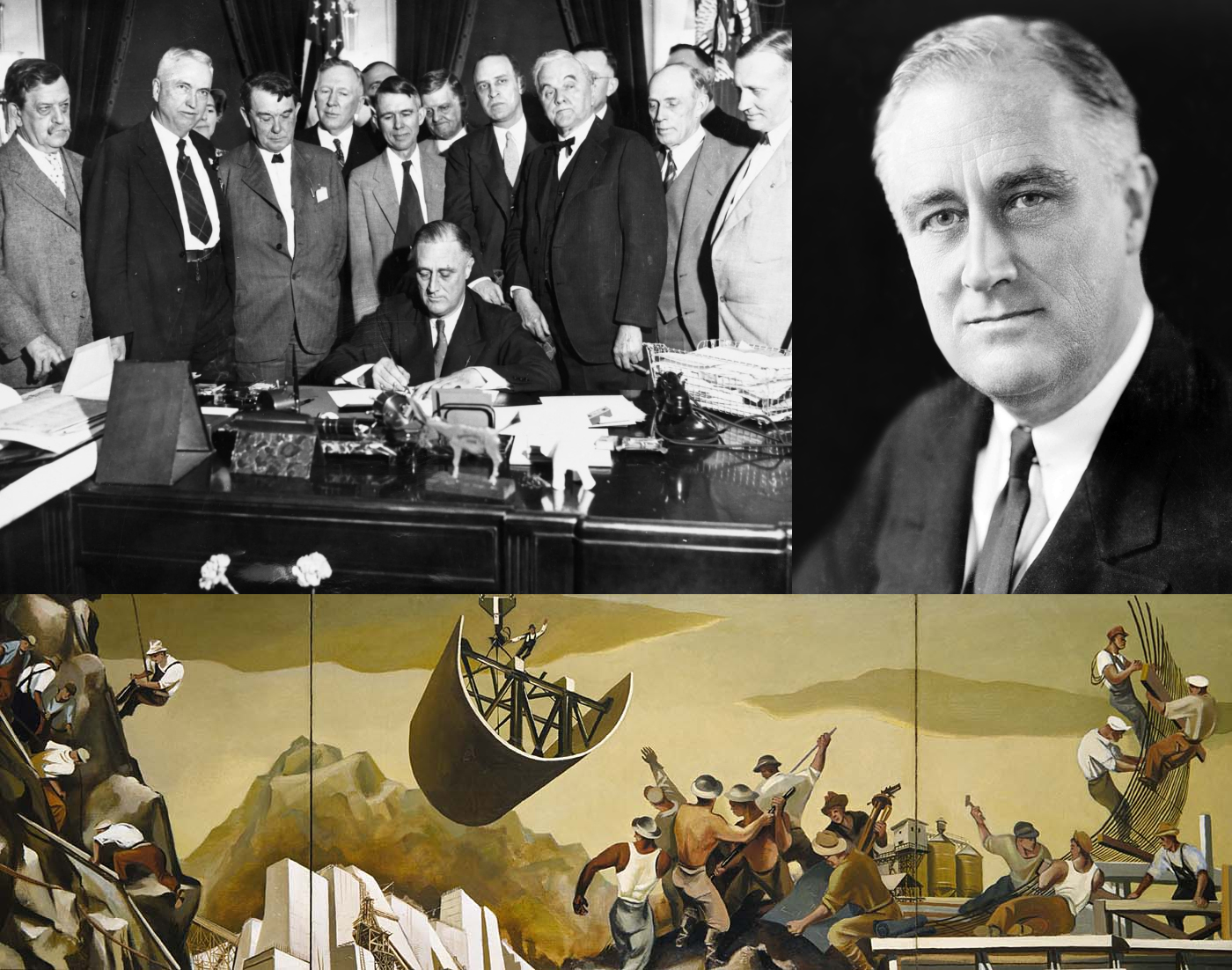
سمت راست: پرتره فرانکلین دلانو روزولت، سی و دومین رئیس‌جمهور ایالات متحده آمریکا «1945-1932»
سمت چپ: رئیس‌جمهور روزولت با اعضای هیئت دولت در حال امضای فرمان تأسیس سازمان دره تنسی
پائین: پوستری مربوط به اداره ترقی کاری «Work Progress Administration»

نیو دیل (به انگلیسی: New Deal) به معنی معامله جدید، به برنامه اقتصادی و اجتماعی فرانکلین روزولت رئیس جمهور ایالات متحده آمریکا بعد از بروز رکود بزرگ در ایالات متحده در سال ۱۹۲۹ گفته می‌شود؛ برنامه‌ای که از ۱۹۳۳ تا ۱۹۴۲ برای کاهش بیکاری در طی رکود بزرگ اجرا شد و طیّ آن، کارهای حفاظت ملّی عمدتاً به مردان جوان غیر متأهل داده می‌شد. استخدام‌شدگان در اردوگاه‌های نیمه‌نظامی زندگی می‌کردند و ۳۰ دلار در ماه می‌گرفتند و غذا و خدمات درمانی‌شان رایگان بود. پروژه‌ها مشتمل بود بر کاشت درختان، ساخت سیل‌شکن‌ها، آتش‌نشانی در جنگل‌ها و نگهداری از جاده‌ها و مسیرهای جنگلی. این برنامه سه میلیون نفر را به استخدام در آورد.
نیو دیل، دخالت دولت در اقتصاد برای خروج از بحران وخیم سرمایه‌داری و دمیدن جان تازه به زیرساخت‌های این نظام بود. به همین دلیل بلافاصله پس از پیروزی روزولت در انتخابات سال ۱۹۳۲، دولت فدرال برنامه‌های اصلاحی خود را آغاز کرد که به تحولات عظیم اقتصادی و اجتماعی در جامعه ایالات متحده آمریکا انجامید.
وی با استفاده از پشتوانه عظیم مالی دولت، به سرمایه‌گذاری در امور عمرانی و زیربنایی پرداخت تا از این طریق با بیکاری مبارزه نماید و با تزریق پول به طبقه کارگر، امکان خرید محصولات انبار شده در کارخانجات را فراهم کند. رکود اقتصادی سال ۱۹۲۹ به این دلیل بروز کرد که قدرت خرید پایین کارگران و طبقه متوسط، زمینه‌ی فروش محصولات و صنعتی و کشاورزی را محدود کرده بود؛ بنابراین روزولت و مشاور اقتصادی وی، جان مینارد کینز، ایجاد رونق اقتصادی را از طریق پرداخت کمک‌های مالی دولت فدرال و سرمایه‌گذاری در اموری که بخش خصوصی رغبتی به سرمایه‌گذاری در آن نشان نمی‌دادند، در صدر برنامه‌های خود قرار دادند.
روزولت همچنین در نظام پولی و مالی مداخله کرد و نظارت دقیقی را بر عملکرد بانک‌های خصوصی و بازارهای سهام به مرحله اجرا در آورد. وی انحصار بخش خصوصی در اینگونه فعالیت‌ها را شکست و به تنظیم بازار پرداخت. بدین ترتیب اقتصاد کینزی جای اقتصاد آدام اسمیت را که در آن دست نامرئی بازار نیروی اقتصادی شناخته می‌شد، گرفت. دموکرات‌ها نظریه دولت رفاه را ارائه کردند. موفقیت این برنامه، حمایت وسیع توده‌های آسیب دیده از بحران اقتصادی را برای حزب دموکرات و شخص روزولت به همراه آورد و به همین دلیل وی توانست در انتخابات سال ۱۹۳۶ با کسب ۶۰ درصد آرای مردمی و ۵۲۳ رای مجمع انتخاباتی در قبال رقیب جمهوریخواه خود به پیروزی دست یابد. تا آن هنگام چنین پیروزی قاطعی برای هیچ‌یک از رؤسای جمهوری ایالات متحده حاصل نشده بود و این بیانگر رضایت عمومی از برنامه‌های اجتماعی و رفاهی این حزب در نزد افکار عمومی بود.

### سازمانهای مربوطه نیودیل
- سپاه غیرنظامی حفاظت «Civilian Conversation Corps»
- اداره حفاظت از مزارع «Farm Security Administration»
- اداره مسکن ایالات متحده «United States Housing Administration»
- اداره سرمایه کشاورزی «Farm Credit Administration»
- اداره ترقی کاری «Work Progress Administration»
- اداره فوائد عامه «Public Works Administration»
- اداره شهروندی کار «Civil Works Administration»
- اداره بازسازی پورتوریکو «Puerto Rico Reconstruction Administration»
- هیئت ملی روابط کاری «National Work Relations Board»
- اداره ملی جوانان «National Youth Administration»
- اداره تأمین اجتماعی ایالات متحده «United States Social Security Administration»